# Leonardo De Prunner
El Caballero Leonardo De (o ) de Prunner fue un militar, mineralogista y entomólogo italiano de origen alemán, muerto en 1831.
Asciende los rangos del ejército de Cerdeña como oficial. Apasionado por la entomología y la mineralogía, consagra su tiempo libre a recolectar a especímenes de historia natural. El príncipe Carlo Felice (1765-1831) de Saboya, duque de Ginebra, rey de Cerdeña, le confía la dirección de su Gabinete de curiosidades. Bajo el impulso de De Prunner, resulta un verdadero museuo financiado por los recursos principescos y también por su dinero personal. Este museo es conocido actualmente bajo el nombre de Museo de mineralogía de Leonardo de Prunner de Cagliari.

## Obra

### Algunas publicaciones
- Catalogus larvarum Europae, 39 p. 1793.

- Lepidoptera Pedemontana illustrata, 127 p. 1798.

## Honores

### Eponimia
- Museo de Mineralogía, en Via Trentino 51 (loc. Sa Duchessa), Cagliari.

## Abreviatura (zoología)
La abreviatura Prunner  se emplea para indicar a Leonardo De Prunner como autoridad en la descripción y taxonomía en zoología.